# Attentat de Bourgas
L'attentat de Bourgas est un attentat-suicide perpétré le 18 juillet 2012 par un terroriste à l’aéroport de Bourgas contre des autobus de touristes israéliens. Le bilan est de 5 touristes israéliens tués, le chauffeur bulgare et le kamikaze. On compte également 32 blessés dont plusieurs dans un état critique. 
L'attentat a visé le bus transférant les touristes israéliens, peu après leur descente de leur avion avec 154 personnes à bord qui devaient se rendre à la station balnéaire de Slantchev Briag (Côte du Soleil). 
En février 2013, la Bulgarie accuse publiquement le Hezbollah, une milice libanaise proche de l'Iran.  Cet attentat sur le sol européen est le facteur déterminant qui conduit l'Union Européenne à  classer la branche militaire du Hezbollah sur sa liste des organisations terroristes.  
Dans les mois qui suivent, des projets d'attentats contre des civils israéliens sont déjoués partout dans le monde, peu avant leur exécution, notamment, en Inde, en Géorgie, en Azerbaïdjan, en Thaïlande, au Kenya et à Chypre. Plusieurs ressortissants iraniens ou libanais dans ces tentatives d'actions terroristes sont arrêtés. 
Le porte-parole du gouvernement israélien, Mark Regev, a déclaré que le suspect arrêté à Chypre aurait révélé durant son interrogatoire les détails d'un plan opérationnel similaire à celui qui s'est produit en Bulgarie et serait également membre du Hezbollah. L'Iran et le Hezbollah nient eux être impliqués dans l'attentat de l’aéroport de Bourgas. 
Cette attaque coïncide jour pour jour avec le 18e anniversaire de l'attentat de l'AMIA commis en 1994 contre la Mutuelle juive argentine à Buenos Aires en Argentine qui avait fait 85 morts et 300 blessés et dont l'Iran et le Hezbollah furent tenus officiellement responsables par Israël et l'Argentine .

## Enquête
Selon les rapports initiaux des autorités bulgares, l'explosion a été causée par une bombe déposée dans le compartiment à bagages de l'un des autobus. Par la suite un responsable bulgare a indiqué que l'explosion est probablement due à un attentat-suicide commis par un kamikaze qui était en possession de faux documents d’identité américains. Les enquêteurs des services de sécurité bulgares et israéliens ainsi que ceux du FBI et de la CIA s’intéressent à un homme aux cheveux longs d'une trentaine d'années, filmé par les caméras de surveillance de l’aéroport de Bourgas une heure avant l'attaque. Le ministre de l'Intérieur bulgare, Tsvetan Tsvetanov, a déclaré lors d'une conférence de presse à Bourgas que le kamikaze « avait l'air d'un touriste ordinaire » et qu'il était entré en Bulgarie dans les quatre ou six jours précédant l'attentat. Selon les médias bulgares, un islamiste de nationalité algérienne et suédoise, Mehdi Ghezali (en) est soupçonné d’être le terroriste. Cette information est démentie par le service de la sûreté de la Suède, la Säpo, selon l'Expressen. Les médias en Israël rapportent que dès janvier 2012, les services de renseignements israéliens avaient mis en garde leurs homologues bulgares sur l'imminence d'un acte terroriste sur leur sol. Les responsables bulgares avaient nié l'existence d'une telle menace.
L’enquête est menée conjointement par des enquêteurs bulgares et des agents américains et israéliens auxquels s'est jointe une équipe d'Interpol spécialisée dans la lutte contre le terrorisme

### Responsabilité supposée de l'Iran et du Hezbollah
Le 19 juillet, le Washington Post rapporte que des responsables américains annoncent ne pas détenir à ce stade de preuves solides liant l'Iran à l'attentat tandis qu'un responsable du renseignement américain déclare  « plausible » que le Hezbollah ait mené l'attaque, tandis que la CIA et d'autres agences gouvernementales continuaient d’évaluer les éléments de l’enquête. Le même jour, le New York Times annonce que les services de renseignement américains ont identifié l'auteur de l'attentat-suicide comme étant un membre du Hezbollah. Un haut fonctionnaire américain a déclaré à ce quotidien que « le terroriste a agi en fonction d'instructions générales de frapper des cibles israéliennes dès que l'occasion se présenterait », cette même source a ajouté que « ce conseil donné au Hezbollah » émanait de l'Iran qui utilise l'organisation chiite libanaise comme proxy. Deux autres fonctionnaires américains ont confirmé au New York Times que le Hezbollah était derrière l'attentat tout en refusant de donner de plus amples informations et de préciser le renseignement spécifique qui a conduit à la certitude que le kamikaze était un membre du Hezbollah. Dans un rapport de la New York City Police Department des analystes en sécurité affirment que l'attentat-suicide de Bourgas est la seconde attaque terroriste identifiée cette année comme « ayant été perpétrée par le Hezbollah et/ou l'Iran ». Le rapport lie neuf autres tentatives d'attentats dans le monde à l'Iran ou ses exécutants. Le 20 juillet, le Pentagone déclare « qu'il y a bien  des traces distinctives du Hezbollah liées à l'attaque à Bourgas, toutefois, à ce stade, les États-Unis ne peuvent pas affirmer d'une manière formelle qu'il est responsable de l'attaque ».
Selon une information en date du 21 juillet de la seconde chaine de télévision israélienne, Aroutz 2, les autorités bulgares auraient déterminé « qu'une cellule terroriste du Hezbollah serait responsable de l'attaque, estimant que les membres de cette cellule auraient fui probablement vers la Turquie ». Le quotidien libanais L'Orient-Le Jour rapporte quant à lui que « des sources proches de l’enquête indiquent que parmi les pistes suivies (d’une manière générale, sans que les enquêteurs disposent d’un indice précis...) figurent, compte tenu de l’implication éventuelle du Hezbollah, des Libanais résidant en Bulgarie. ». Le Ministre de la Défense israélien Ehud Barak a déclaré pour sa part : « Le Hezbollah est derrière l'attentat, qui fait partie d'une série d'attaques organisées. Nous savons que l'Iran est derrière tout cela. Ce que nous ne savons pas, c'est qui est l'homme [le terroriste] ». 
Le 9 août 2012, le New York Times citant de hauts responsables du gouvernement israélien, rapporte que les services de renseignements en Israël auraient intercepté « un volume élevé d'appels téléphoniques entre le Liban et Bourgas en Bulgarie dans les mois qui ont précédé l'attaque terroriste ».

### Identification du terroriste
Deux jours après l'attentat, le ministre de l’Intérieur bulgare, Tsvetan Tsvetanov, déclare que l'explosif utilisé contre les touristes israéliens était un explosif militaire de type trotile d'environ trois kilos à base de TNT, fréquemment utilisé par des organisations para-militaires. Selon les médias bulgares, le terroriste aurait pu avoir un complice ayant fait exploser les explosifs par téléphone portable. Le 21 juillet, la procureure de Bourgas, Kalina Tchapkanova, cite des témoins ayant affirmé que le terroriste « parlait anglais avec un léger accent qui semblait être arabe ». Afrodita Petrova, propriétaire d'une entreprise de location de voitures qui avait refusé de louer un véhicule à une personne munie d'un permis de conduire suspect, a déclaré à la télévision nationale bulgare que l'individu avait les cheveux courts et noirs confirmant les témoignages faisant état « d'un accent arabe » affirmant qu'il était la même personne vue dans la séquence filmée dans le hall de l’aéroport de Bourgas par une caméra de vidéo-surveillance qui semble avoir porté une perruque. Un faux permis de conduire de l'État américain du Michigan a été retrouvé sur le lieu de l'attentat. Il a été enregistré au nom de Jacque Felipe Martin né en 1987 de Bâton-Rouge en Louisiane,. Les enquêteurs bulgares ont déclaré que le terroriste avait les cheveux courts. D'autres témoins ont déclaré avoir vu un individu ressemblant à celui de la vidéo discuter avec des touristes dans les jours précédant l'attentat, selon un témoin l'homme aurait dit que sa mère était hollandaise et son père était iranien.
Le 22 juillet, l'agence de presse bulgare Sofia News Agency  mentionne un supposé citoyen américain qui se nommerait David Jefferson ayant habité Varna au nord de Bourgas, comme étant un complice du kamikaze qui lui aurait donné « des conseils ». Tsvetan Tsvetanov a déclaré « qu'il peut y avoir eu un deuxième homme qui aurait été impliqué dans l'attentat et les autorités n'ont pas écarté cette possibilité »,. Les soupçons de l'existence d'un complice ont été également soulevés par la médecin légiste, le Dr Galina Mileva, chargée de l'autopsie qui a déclaré que le terroriste ne correspondait pas à la description donnée dans certains des témoignages.
Le quotidien bulgare 24 Tchassa, connu pour la qualité de ses sources policières selon Le Figaro affirme que « si filière il y a, elle serait plutôt libanaise » et que les enquêteurs bulgares vérifieraient les noms d'un millier de ressortissants libanais entrés récemment sur le territoire bulgare. Les noms des complices éventuels du tueur pourraient être parmi eux. Le terroriste aurait été accueilli en Bulgarie par au moins deux « compatriotes » qui lui auraient procuré les explosifs et donné des instructions sur la marche à suivre.
Le 23 juillet, des médias bulgares rapportent que le kamikaze serait entré en Bulgarie via la Roumanie, qu'il était accompagné d'une femme et qu'il parlait russe. Citant des sources proches de l'enquête, la chaîne de télévision bulgare bTV a rapporté que le terroriste avait séjourné à Varna « au moins le lundi 16 juillet », soit 48 heures avant l'attentat. Des traces biologiques auraient été relevées par les enquêteurs dans un hôtel de cette ville, l'Hôtel Perfekt, où il aurait séjourné en compagnie d'une femme les 12 et 13 juillet selon le quotidien Troud qui rapporte aussi les déclarations d'un chauffeur de taxi qui déclare avoir conduit la veille de l'attentat le kamikaze « qui parlait russe correctement » de Ravda à Pomorié, deux villes côtières situées au nord de Bourgas.
Le 1er août, la police bulgare a publié une image, générée par ordinateur, du terroriste. Le ministre de l'Intérieur Tsvetanov Tsvetan a déclaré que les explosifs étaient attachés sur le dos du tueur et que la police était sur les traces d'au moins deux personnes qui auraient été impliquées dans l'attentat. Dans un entretien au journal bulgare Pressa, Lubomir Dimitrov, colonel retraité du service bulgare de contre-espionnage, a estimé que « l'homme à l'origine de l'explosion croyait peut-être porter de la drogue et ne s'attendait pas à mourir », la bombe ayant été selon lui probablement déclenchée à distance.
Le 18 juillet 2014, la Bulgarie a annoncé avoir identifié le kamikaze comme un citoyen libano-français du nom de Mohamad Hassan El-Husseini.

## Mise en accusation officielle du Hezbollah par la Bulgarie
Le 5 février 2013, la Bulgarie désigne le Hezbollah comme étant « les responsables » de l'attentat. 
Selon le ministre de l'Intérieur bulgare il existerait : « des informations concernant des financements et une appartenance au Hezbollah de deux personnes, dont l'auteur de l'attentat. » Le numéro deux du Hezbollah, Naïm Kassem, accuse Israël de « mener une campagne d'accusations, d'allégations et de calomnies » contre cette organisation sans faire de commentaires sur les accusations bulgares. Le gouvernement libanais, dominé par le Hezbollah et ses alliés, a annoncé que son pays allait « coopérer avec Sofia pour élucider les circonstances de l'attentat ». 
Le 15 février, le Ministre de l'Intérieur bulgare a affirmé que les « poseurs de bombes » ont apporté un soutien à une partie des structures du Hezbollah au Canada et en Australie et ont eu des contacts avec d'autres représentants de cette organisation.

### Réactions
Le 6 février 2013 une porte-parole des services diplomatiques de l'Union européenne a annoncé « la possibilité d'ajouter le Hezbollah à sa liste des organisations terroristes » ajoutant que « la question pourrait être abordée le 18 février lors de la prochaine réunion des ministres des Affaires étrangères de l'UE ».
Le Président du Comité de la Chambre des Affaires étrangères du sénat américain, Ed Royce, a déclaré : « Aujourd'hui, la déclaration du gouvernement bulgare est encore un autre rappel que le Hezbollah est clairement une organisation terroriste d'envergure mondiale. Cette attaque sur le sol européen fait de la réticence de l'Union européenne à désigner le Hezbollah comme une organisation terroriste encore plus incompréhensible ». Il a aussi rappelé que des membres de cette organisation ont été arrêtés récemment en Thaïlande, en Inde, à Chypre, en Géorgie, au Kenya et ailleurs pour des préparatifs en vue de perpétrer des attentats. Il a ajouté que « maintenant que le Hezbollah a été jugé responsable d'une attaque contre un pays membre de l'Union européenne, l'Union européenne doit le désigner comme une organisation terroriste. Ne pas le faire ne fera que donner à ces tueurs la possibilité de continuer à organiser, recruter, collecter des fonds et mener d'autres attaques terroristes à travers le continent ». Il considère aussi que la politique indéfendable de l'UE sur le Hezbollah et qu'elle « rend la protection de chacun d'entre nous de terrorisme soutenu par l'Iran encore plus difficile ».
Le 22 juillet 2013, la branche armée du Hezbollah est finalement inscrite comme organisation terroriste par l'Union européenne. Le reste de l'organisation ne l'est cependant pas, "La France [étant, selon RFI] l'un des pays les plus réticents à une stigmatisation du Hezbollah en raison de son influence mais aussi de la présence de 850 casques bleus français au Sud-Liban".
Hassan Nasrallah  a déclaré dans un discours diffusé en vidéo-conférence « qu'il ne voulait pas aborder les accusations des autorités bulgares ». Des informations en provenance du Canada et de l'Australie ont permis de remonter jusqu'au Hezbollah. Ce développement a relancé le débat sur une possible inscription de l'organisation dans son entier sur la liste des organisations terroristes de l'Union européenne,, mais sans effet.

### Identification des suspects
Le 25 juillet 2013, les autorités bulgares ont dévoilé les noms et des photos de deux hommes, des citoyens australiens et canadiens soupçonnés d'avoir aidé le terroriste qui a été tué dans l'explosion et n'a pas été identifié. Le ministère de l’Intérieur a désigné les complices comme étant Meliad Farah, citoyen australien et Hassan El Hajj Hassan, citoyen canadien.

## Rapatriement des victimes
Le service d’urgence officiel d’Israël, Magen David Adom, a envoyé des délégations médicales en Bulgarie pour prendre part aux soins des blessés. La première délégation est arrivée dans la nuit de l'attaque. Le lendemain matin, deux avions de transport militaires Hercules C-130  de l’armée de l'air israélienne ont atterri à Bourgas avec 24 ambulances, des médecins et des équipes paramédicales afin de rapatrier les blessés en Israël pour qu'ils soient traités dans des hôpitaux israéliens ainsi que les dépouilles des victimes qui ont reçu les honneurs militaires à l’aéroport Ben-Gourion de Tel Aviv,.
Le ministère de l'Intérieur bulgare a par ailleurs accru les mesures de sécurité dans et autour des hôtels où les touristes israéliens séjournent ainsi que dans les aéroports et aux abords des synagogues et institutions de la communauté juive de Sofia.

## Réactions
Cette attaque terroriste a été condamnée par le Premier ministre bulgare Boyko Borisov et son homologue israélien Benyamin Netanyahou ainsi que par les ministres des affaires étrangères et des personnalités des deux pays. 
L'Union européenne a condamné cet attentat ainsi que Catherine Ashton, Haut Représentant de l'Union pour les affaires étrangères et la politique de sécurité qui a déclaré « être choquée par les nouvelles [de Bulgarie] » et a demandé que les responsables soient traduits en justice.
Aux États-Unis, le président américain Barack Obama, la secrétaire d'État Hillary Clinton et le candidat républicain à la présidence Mitt Romney qui ont exprimé leur indignation ainsi que leur sympathie aux victimes et présenté leurs condoléances, condamnent « dans les termes les plus forts cette attaque terroriste barbare et odieuse contre des civils innocents ». Le Secrétaire général des Nations unies, Ban Ki-moon a quant à lui condamné « l'attaque contre la Bulgarie ».
Benjamin Netanyahu a accusé publiquement Téhéran d'être l'instigateur de l'attentat-suicide et le Hezbollah de l'avoir perpétré « Cet attentat fait partie d'une campagne terroriste mondiale lancée par l'Iran et le Hezbollah », a déclaré le premier ministre israélien précisant qu'elle avait « touché une dizaine de pays sur cinq continents ». Il a promis qu'Israël continuerait « à combattre les terroristes et à faire payer cher ceux qui soutiennent le terrorisme ». Téhéran s'est insurgé contre ces accusations, le porte-parole du ministère iranien des Affaires étrangères, Ramin Mehmanparast, a affirmé que l'Iran condamnait « tout acte terroriste ».
François Hollande a condamné l'attentat et a exprimé son indignation dans un communiqué publié par la Présidence de la République  dans lequel il « condamne cet acte barbare commis contre des familles israéliennes qui a causé la mort de six personnes et une trentaine de blessés et tient à exprimer [...] son indignation et sa compassion, qui sont celles de tous les Français. » Il a ajouté que « la France apportera son appui aux autorités bulgares et assure les autorités israéliennes de sa solidarité dans ces circonstances tragiques ».
Le président du Parlement européen Martin Schulz a déclaré que « Ceux qui ont effectué cette attaque terroriste barbare doivent être traduits en justice ».
Le ministre des Affaires étrangères italien Giulio Terzi di Sant'Agata a déclaré  « l'attaque me remplit d'effroi. Elle nous ramène, de façon spectaculaire, aux plus sombres années de terreur. Encore une fois, des victimes innocentes paient le prix d'une campagne de haine et de destruction contre Israël, menée par des gens qui ne connaissent pas d'autres moyens que la violence pour faire valoir leurs idées. L'Italie est et continuera d'être en première ligne dans la défense du droit fondamental à la sécurité à laquelle Israël et ses citoyens ont droit ». Le ministre des Affaires étrangères Terzi a également exprimé ses condoléances aux familles des victimes et aux autorités israéliennes et bulgare, appelant à une enquête internationale.
La Russie a fermement condamné l'attentat de Bourgas « commis par des terroristes qui ont eu comme seul but de tuer des civils innocents dont des femmes et des enfants ». Le Premier ministre russe Dmitri Medvedev a envoyé un télégramme de condoléances au Premier ministre israélien Benjamin Netanyahou mentionnant que « ce crime barbare ne peut être justifié et que toutes les personnes impliquées dans son organisation doivent être sévèrement punies »,.